# Musa violascens
Musa violascens är en enhjärtbladig växtart som beskrevs av Henry Nicholas Ridley. Musa violascens ingår i släktet bananer, och familjen bananväxter. Inga underarter finns listade i Catalogue of Life.